# Parental Advisory

O selo Parental Advisory atual, introduzido em 1996.

Parental Advisory (abreviado PAL) é uma etiqueta de aviso introduzida primeiramente pela Recording Industry Association of America (RIAA) em 1985 e mais tarde adotado pela British Phonographic Industry (BPI) em 2011. O selo é colocado em gravações de áudio para indicar excesso de palavrões ou referências inapropriadas, com a intenção de alertar os pais que naquele produto há material potencialmente incompatível com ouvintes mais jovens. De início, o rótulo era afixado em compact discs (CD) e fitas cassete, e foi mais tarde incluído em listas digitais oferecidas pelas lojas de música online para acompanhar a crescente popularidade do serviço.
Os álbuns com a legenda Parental Advisory são geralmente lançados em conjunto com versões censuradas que reduzem ou eliminam o material questionável. Diversos varejistas distribuem todos os tipos da obra, ocasionalmente com um preço maior para o editado, enquanto alguns vendedores oferecem as edições alteradas como a opção principal e decidem não deixar disponíveis as homólogas explícitas. Contudo, a etiqueta já foi bastante questionada por percebida ineficiência em limitar a quantidade de conteúdo inapropriado ao qual os jovens estão expostos.

## Antecedentes

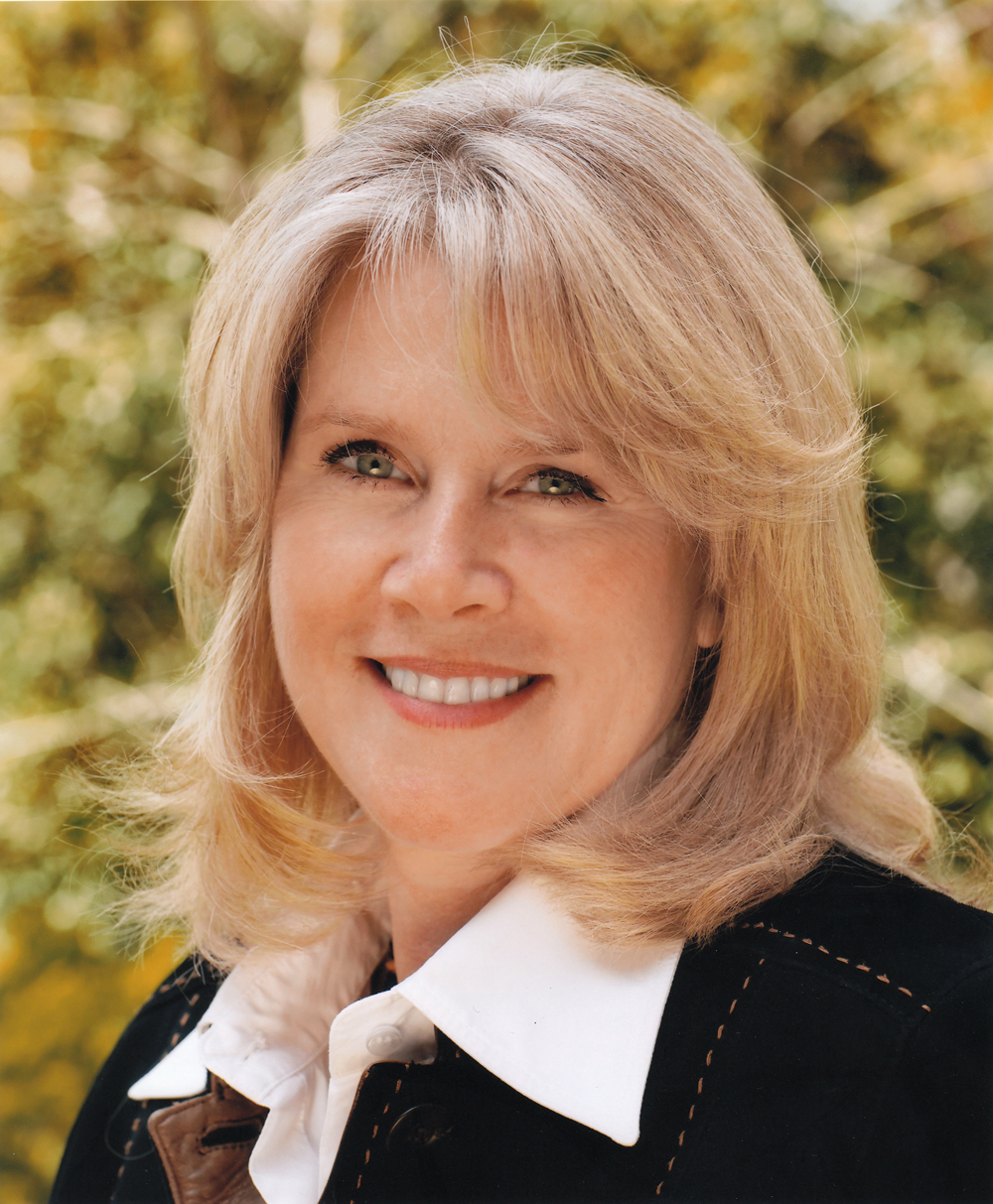
Mary "Tipper" Gore, a co-fundadora do Parents Music Resource Center, comumente creditada pelos principais movimentos que levaram ao selo Parental Advisory.

Pouco depois de sua formação, em abril de 1985, o Parents Music Resource Center (PMRC) criou uma lista com quinze canções que continham conteúdo considerado impróprio. Uma crítica particular foi a música "Darling Nikki", do cantor Prince, após a filha da cofundadora do PMRC,  Mary "Tipper" Gore, reconhecer suas referências à masturbação. A Recording Industry Association of America (RIAA) respondeu introduzindo uma versão mais nova do aviso de conteúdo, mas o PMRC não mostrou-se satisfeito e propôs um sistema de classificação musical semelhante ao usado para os filmes pela Motion Picture Association of America (MPAA). A RIAA deu como alternativa a ideia de usar um selo, onde estaria escrito "Parental Guidance: Explicit Lyrics", e após um conflito contínuo entre as duas organizações, o tema foi discutido durante uma audiência com o Comissão de Comércio, Ciência e Transporte do Senado dos Estados Unidos. Dois meses depois da sessão, aproximadamente, ambas concordaram com a decisão de afixar nas gravações de áudio uma etiqueta com os dizeres "Explicit Lyrics: Parental Advisory" ou ter suas letras afixadas na parte de trás da embalagem.
Em 1990, um aviso em preto e branco que dizia "Parental Advisory: Explicit Lyrics" foi apresentado como padrão a ser seguido pelos discos considerados impróprios, e a ser colocado na seção inferior direita do produto. O primeiro disco a apresentá-lo foi Banned in the U.S.A., do grupo de rap 2 Live Crew, em 1990. Até maio de 1992, aproximadamente 225 obras foram marcadas com o rótulo. Em resposta a diversas opiniões nos anos seguintes, mudou-se o texto para "Parental Advisory: Explicit Content" em 1996. O sistema permaneceu sem alterações até 2002, quando afiliadas da Bertelsmann Music Group (BMG) começaram a adicionar classificações específicas para diversas áreas, como "strong language", "violent content" e "sexual content" em compact discs ao lado da genérica indicação Parental Advisory. O selo passou a ser utilizado em serviços de streaming e lojas de música online em 2011. No mesmo ano, a British Phonographic Industry (BPI) revisou suas políticas de censura musical para incorporar o uso mais proeminente da etiqueta.

## Aplicação

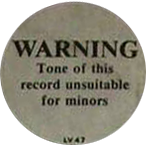
Versão mais antiga do selo, usada durante a década de 1980.

O Parental Advisory Label Program, dos Estados Unidos, e o Parental Advisory Scheme, britânico, não dizem um padrão exato para a utilização do selo, embora deem os parâmetros para tal. Embora seja uma prática voluntária, geralmente deixada a cargo das gravadoras,  a RIAA recomenda que material com "linguagem forte ou representação de violência, sexo ou abuso de substâncias químicas, de tal modo que seja necessário um aviso aos pais" seja afixado com a imagem Parental Advisory. O BPI pede, adicionalmente, que "linguagens ou comportamentos discriminatórios, tais como racismo, homofobia, misoginia ou outros" sejam levados em consideração durante o processo de determinação da adequação de uma obra.
Gravações em áudio explícitas são geralmente lançadas em conjunto com uma versão editada, que reduz ou elimina completamente o material questionável. Elas são chamadas edições clean pela RIAA, e chegam ao mercado sem qualquer tipo de etiquetação. Algumas lojas do varejo estadunidense, como Best Buy e f.y.e., disponibilizam ambas as edições: clean e explicit; a Target Corporation também tem vendido ambas as variações, embora tenha ocasionalmente distribuído somente a explícita, dependendo do produto. O Walmart e suas propriedades afiliadas são conhecidas pela venda exclusiva das edições censuradas dos discos; a empresa recusou-se a incluir em seu catálogo 21st Century Breakdown (2009), da banda de punk rock Green Day, pois não foram-lhe entregues as cópias clean pedidas. As lojas de música online, incluindo a iTunes Store, normalmente têm a classificação Parental Advisory adicionadas aos arquivos digitais.
Na maioria das vezes, a versão editada remove apenas conteúdo estritamente necessário, de forma a ser o mais idêntico possível com a original. Contudo, alguns álbuns como Halfway Between the Gutter and the Stars e Curtain Call: The Hits tiveram faixas completamente eliminadas, enquanto outros, como Take Off Your Pants and Jacket e The Slim Shady LP, tiveram nomes de canções editados. A versão censurada de Life After Death é notável; tantas músicas foram omitidas que o disco foi condensado em um só, ao invés de um álbum duplo, como era originalmente. Uma versão editada de um disco geralmente remove o conteúdo considerado obsceno até um nível que fosse suficiente para tocar nas rádios. Linguagem profana é, quase que sempre, removida, em adição a gírias raciais. Referências a certos tipos de drogas também são removidas, geralmente gírias que dizem respeito a drogas ilícitas. Referências a violência e sexo não são, comumente, removidas.

## Impacto
Desde sua introdução, têm havido questionamentos em relação à efetividade do selo. Jon Wiederhorn, da MTV News, sugeriu que os artistas beneficiam-se da etiqueta, argumentando ainda que os ouvintes jovens interessados em conteúdo explícito podem encontrá-lo mais facilmente com a indicação. Escrevendo para a semanal Westword, Andy Thomas afirmou que de nada valia o Parental Advisory, uma vez que os ouvintes mais jovens "irão receber uma cópia do álbum, mais cedo ou mais tarde, de um amigo ou outro letárgico vendedor de lojas de discos", como o que lhe vendeu uma prensagem tagueada de La Sexorcisto: Devil Music, Vol. 1 (1992), da banda White Zombie, durante sua infância. Thomas notou que a reação esperada dos pais foi variada; sua mãe negligente mostrou indiferença em relação ao aviso, enquanto que a mãe de seu companheiro, mais rigorosa, não permitia que seu filho ouvisse o disco.
Danny Goldberg, do Gold Village Entertainment, opinou que o selo Parental Advisory pouco oferecia senão "uma maneira de certas empresas como o Wal-Mart de se venderem como 'amigas da família'"; ele disse que as crianças foram capazes de obter o conteúdo que quisessem "mesmo antes da Internet", e que pouco era o impacto da etiqueta. Em contraste, a RIAA mantém que "as crianças não procuram pelo selo, e sim pela música". A associação constatou, através de uma pesquisa, que "as crianças pouco se importam com a letra ao gostarem de uma faixa, importando-se mais com o ritmo e a melodia", e implicou que o selo não é um fator decisivo na hora da compra de conteúdo musical. Tom Cole, da rádio governamental National Public Radio, comentou que o Parental Advisory tornou-se "um fato da rotina de comprar música", o que, segundo ele, torna difícil para os consumidores atuais compreender a polêmica que se instalou com a sua introdução.